# Mō Sagasanai
Mō Sagasanai (もう探さない) è il secondo album in studio del gruppo musicale giapponese Zard, pubblicato nel 1991.

## Tracce
1. Fushigi ne... (不思議ね…?) – 4:16 (musica: Tetsurou Oda)
2. Mō Sagasanai (もう探さない?) – 5:05 (musica: Oda)
3. Sunao ni Ienakute (素直に言えなくて?) – 4:17 (musica: Izumi Sakai)
4. Hitori ga Suki (ひとりが好き?) – 4:49 (musica: Seiichiro Kuribayashi)
5. Forever – 4:18 (musica: Daria Kawashima)
6. Lonely Soldier Boy – 4:08 (musica: Kuribayashi)
7. Itsuka wa... (いつかは…?) – 4:35 (musica: Sakai)